# Valeriano Trubbiani
Valeriano Trubbiani (Macerata, 2 dicembre 1937 – Ancona, 29 agosto 2020) è stato uno scultore, incisore e artista italiano.

## Biografia

### Giovinezza e formazione
Valeriano Trubbiani nacque a Macerata il 2 dicembre del 1937, da un mastro ferraio riparatore di attrezzi agricoli in una civiltà ancora fortemente legata alla terra. Nel 1956 conseguì il diploma all'Istituto d'arte di Macerata, per poi trasferirsi a Roma dove frequentò l'Accademia di Belle Arti. Fu in questi anni che l'artista frequentò l'ambiente intellettuale romano, stringendo rapporti con Edgardo Mannucci, Gino Marotta, e con esponenti del Gruppo 58 di Napoli tra cui Guido Biasi e Lucio Del Pezzo. Se la sua attività espositiva iniziò già sul finire degli anni '50 come pittore di ispirazione espressionista-surreale, fu poi nel 1960, dopo il ritorno a Macerata, che iniziò a realizzare sculture in metallo nell'officina del padre, che lo portarono ben presto alla partecipazione alla Biennale dei giovani artisti a Parigi del 1963, a cui seguirono la Biennale di San Paolo del Brasile nel 1965 ed alla Biennale di Venezia del 1966. In questo periodo Trubbiani utilizzava elementi preesistenti che smontava e combinava con oggetti trovati. In seguito realizzò le cosiddette "macchine belliche'",  complessi macchinari di sofferenza e morte.

## Mostre
- Biennale di Venezia, nel 1966 - 1972 - 1976.
- Quadriennale di Roma, dal 1959 al 1999.

Ha esposto nelle seguenti città: Johannesburg, Il Cairo, Malindi, Teheran, New York, Montréal, Graz, Lisbona, Budapest, Londra, Parigi, Amsterdam, Bruxelles, Berlino, Helsinki, Anversa, Lugano, Atene, ed altre.

## Opere
Molte opere di Trubbiani sono presenti ad Ancona, sua patria d'elezione:
- Gruppo scultoreo all'aperto Mater Amabilis nella Piazza Pertini;
- Croce astile devozionale nella Cattedrale di San Ciriaco;
- Ambone-leggio, Tabernacolo e Lampada votiva nella Chiesa dei Santi Cosma e Damiano;
- Scultura all'aperto Tarpare le ali e scultura Florida nascenza e voli nel foyer dell'Aula Magna della Università Politecnica delle Marche;
- Sipario tagliafuoco per il Teatro delle Muse;
- Serie di pirografie dedicate all'umanista e padre dell'archeologia Ciriaco D'Ancona (o Ciriaco Pizzecolli, Ancona - 1391; Cremona – 1452) e alcune sculture di piccole dimensioni alla Pinacoteca civica “Francesco Podesti” e Galleria d’arte Moderna;
- Alcuni bronzetti al Museo Tattile Statale "Omero"[2];

Molte altre sue opere sono presenti nei musei e comuni delle Marche:
- Serie di 12 pirografie realizzate fra il 1994 e il 1998 sul tema Viaggi e transiti, dedicata ai viaggi del poeta Giacomo Leopardi (Recanati, 1798 – Napoli, 1837) nelle varie città della penisola, 10 disegni originali dal 1971 al 1987 sul "Leopardi figurativo", 8 incisioni a colori, una scultura in rame, bronzo e argento con il Poeta pensoso in osservazione di un gregge di pecore e un'installazione ispirata alla "battaglia dei topi e delle rane", al Centro per la Documentazione dell'Arte Contemporanea di Falconara Marittima;
- Scultura all'aperto Volo frenato nel piazzale d'ingresso al castello di Falconara Alta a Falconara Marittima.

Numerose altre opere sono sparse per il mondo dagli Stati Uniti al Giappone.

## Cinema

### Regia
- 1968 - Buco
- 1968 - Aspide
- 1969 - Ova
- 1970 - Aria di primavera

### Scenografie
- E la nave va di Federico Fellini